# Levy-Biche LB.2
Le Levy-Biche LB.2 est un avion militaire de l'entre-deux-guerres, conçu en France par l'ingénieur Jean Biche et construit par la firme « Constructions Aéronautiques Georges Lévy ».